# 道格拉斯·麦克阿瑟二世
道格拉斯·麦克阿瑟二世（英語：Douglas MacArthur II, 1909年7月5日—1997年11月15日）是一位美国外交官，曾担任美国驻日本、比利时、奥地利和伊朗大使。

## 生平
1909年出生在賓夕法尼亞州布林莫尔，1935年毕业于耶鲁大学，同年担任美國陆军军官并开始外务生涯，第二次世界大战中同法国抵抗运动合作，被囚禁两年。之后担任美国驻多国大使，包括日本、比利时、奥地利和伊朗。

## 家庭
曾祖父是老亚瑟·麦克阿瑟，祖父是小亚瑟·麦克阿瑟，父亲是亚瑟·麦克阿瑟三世，叔叔是知名軍官道格拉斯·麦克阿瑟。妻子是阿尔本·W·巴克利的女儿。